# اژدرهاواران
اژدرهاواران(نام علمی: Azhdarchoidea) نام یک بالاخانواده از زیرراسته بال‌انگشتی‌سانان است.